# Saab 9-X
Saab 9-X – samochód koncepcyjny szwedzkiej marki Saab zaprezentowany podczas targów motoryzacyjnych we Frankfurcie w 2001 roku.

## Historia i opis modelu
Pojazd został zbudowany, aby połączyć cechy coupe, roadstera, kombi oraz pickupa w jednym modelu. Koncepcja 9-x została zaprojektowana w Centrum Projektowym Saaba w Trollhättan pod kierownictwem Anthony'ego Lo, W skład zespołu wchodził także późniejszy projektant Porsche Michael Mauer, który przebywał w Szwecji do 2004 roku. Koncept wykonano ręcznie w Bertone we Włoszech. 
Płyta podłogowa pojazdu została w całości zbudowana z aluminium. Z przodu auta w oczy rzuca się masywny grill chłodnicy i otwory wlotu powietrza. 
Marka Saab zadeklarowała, że 9-X rozpędza się od 0 do 100 km/h w ciągu 5,9 sekundy i osiąga maksymalną prędkość 250 km/h. 
Koncept został zaprezentowany około rok po tym, jak Saab stał się spółką zależną należącą w całości do General Motors, koncepcja była szwedzkim podejściem do idei "Transformer". W związku z tym, że koncept przybrał kształt co najmniej czterech stylów nadwozia, skłoniło to Saaba do określania 9-X jako „czterowymiarowego samochodu sportowego, który wymyka się konwencji motoryzacyjnej”. 
Koncept posiadał kwalifikacje prawdziwego samochodu sportowego dzięki turbodoładowanemu 3,0-litrowemu silnikowi V6 o mocy 300 koni mechanicznych i momencie obrotowym 410 Nm. Pomimo zwiększonej złożoności nadwozia i zastosowania napędu na wszystkie koła, koncepcja miała przewidywaną wagę zaledwie 1330 kg. 
9-X został przewidziany z dwoma elektrycznie sterowanymi szklanymi panelami, które można było zdemontować, aby przekształcić coupe 2+2 w roadster bez konieczności pozostawiania tych paneli w domu, ponieważ wewnątrz samochodu znajdowało się specjalne miejsce do ich przechowywania. 
Dzięki całkowicie płaskiej podłodze bagażnika, którego pojemność to 600 litrów (ze złożonymi tylnymi siedzeniami) model określony został również jako kombi. Z pasażerami siedzącymi z tyłu, ładowność pojazdu to 230 litrów. 
Jego czwarte oblicze było pick-upem. Miał wysuwaną tylną przestrzeń ładunkową z przesuwaną podłogą zaczerpniętą z Saab 9-5 Sportwagon oraz montowaną do podłogi klapę tylną, co w razie potrzeby skutecznie przekształcało 9-X w pickupa. 

### Silnik
| V6 3.0 | 3000 | V6 DOHC | Turbodoładowany | 300 (224)/5500 | 410/2200 |